# Akumulator żelowy
Akumulator żelowy – rodzaj akumulatora kwasowo-ołowiowego z żelowym elektrolitem, powstałym w wyniku zmieszania kwasu siarkowego z krzemionką.

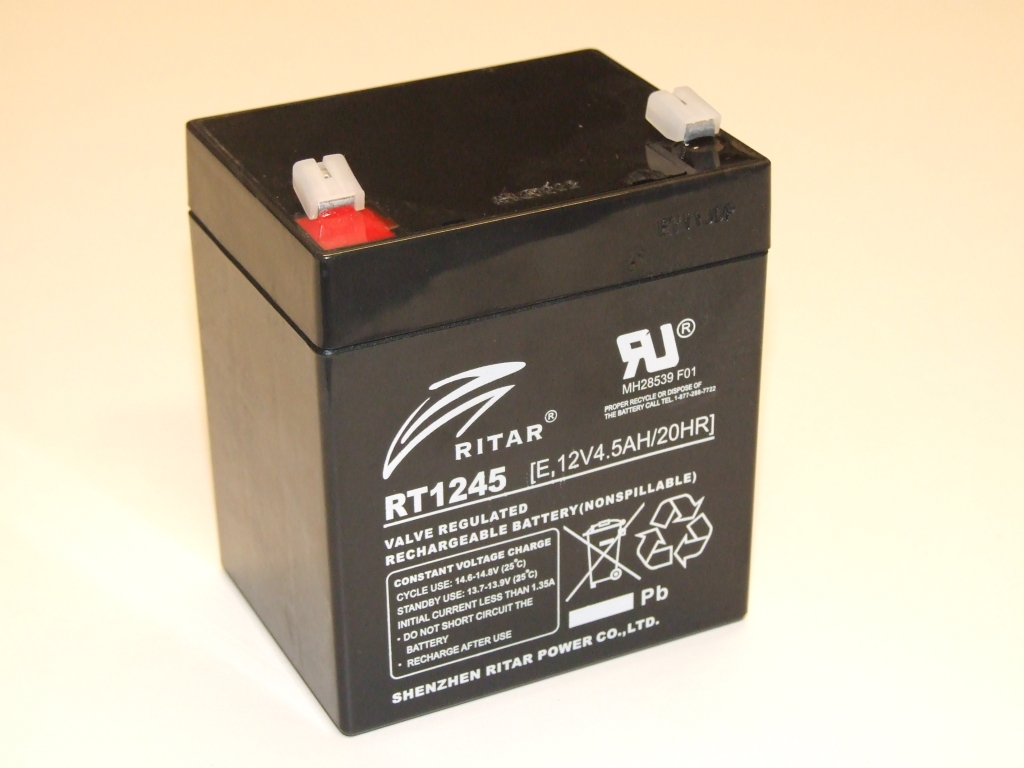
Akumulator żelowy wykorzystywany m.in. w UPS-ach

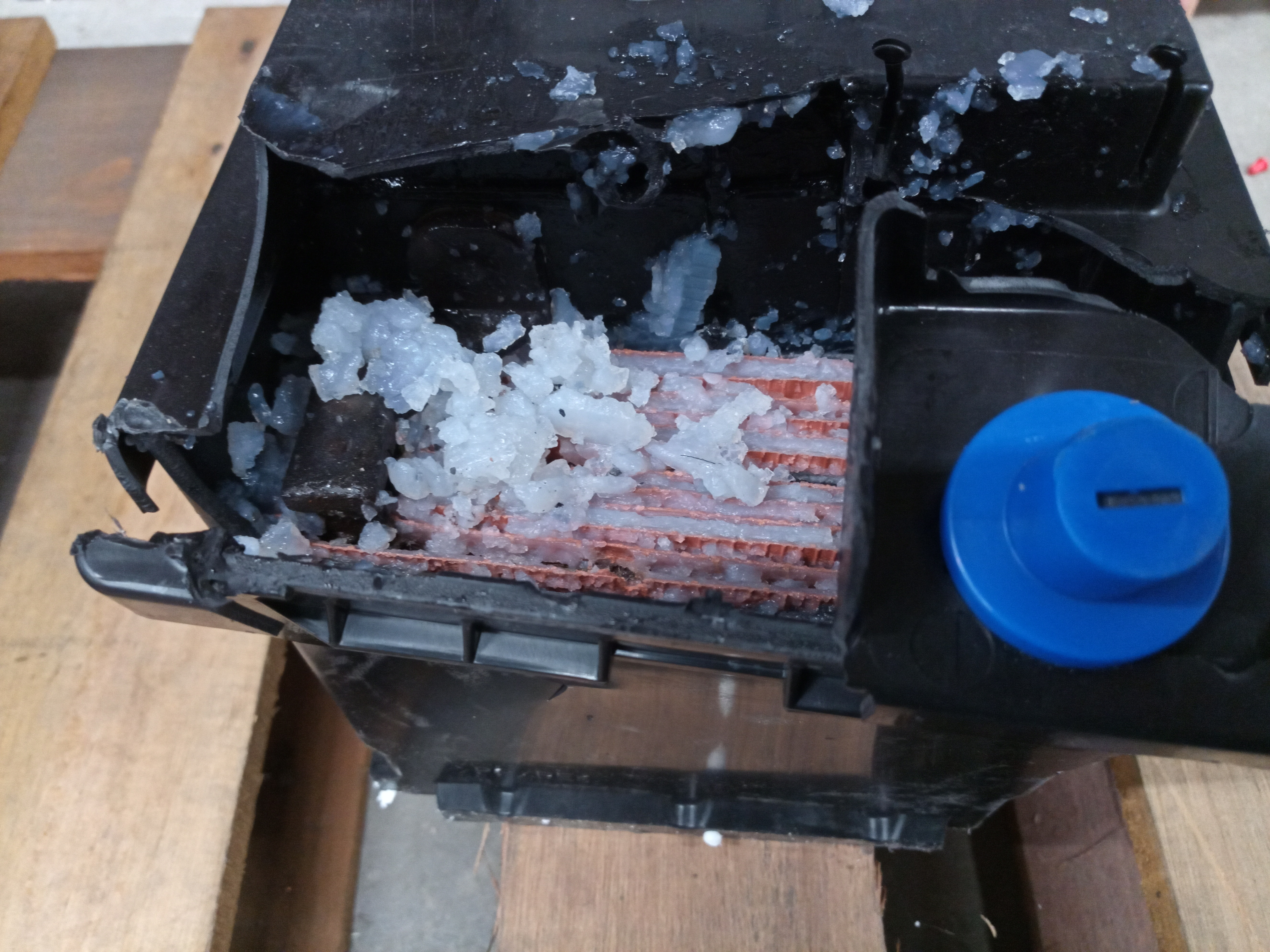
Rozbita bateria żelowa z białymi grudkami elektrolitu żelowego na płytkach

## Cechy
- nie wymagają one stawiania ich w pozycji poziomej (w przeciwieństwie do tradycyjnych akumulatorów);
- nie trzeba uzupełniać elektrolitu (żel nie paruje, dlatego często nazywa się je „bezobsługowymi”, choć do tej grupy należą także inne typy akumulatorów);
- nie ma wycieków elektrolitu (oraz wynikającej z tego korozji);
- większa odporność na ekstremalne temperatury, uderzenia i wibracje.

## Budowa
Akumulatory tego typu zostały wprowadzone na rynek w USA w latach 60. ubiegłego stulecia. Są to akumulatory kwasowo-ołowiowe posiadające jako elektrolit zżelowany kwas siarkowy. Materiałem żelującym dodawanym do kwasu siarkowego jest krzemionka. Zaletą akumulatorów żelowych jest dobra odporność na ubytek elektrolitu podczas pracy elektrycznej oraz małe samorozładowanie (akumulatory żelowe nie wykazują ubytku ładunku w wyniku samorozładowania po czasie rzędu 6 miesięcy). Akumulatory tego typu zazwyczaj produkowane są jako akumulatory typu "VRLA" (ang. valve regulated lead acid – akumulatory kwasowo-ołowiowe z zaworami).
W akumulatorach żelowych stosuje się kolektory (kratki) wykonane ze stopów ołowiu niezawierających antymonu.
Inną technologią stosowaną w akumulatorach VRLA, konkurencyjną do akumulatorów żelowych, jest "AGM" (ang. absorptive glass mat) – technologia w której elektrolit jest zaabsorbowany w separatorze wykonanym z maty szklanej. Poprzez taki rodzaj wypełnienia przestrzeni międzyelektrodowej zlikwidowano możliwość wycieku elektrolitu z uszkodzonego mechanicznie akumulatora oraz polepszono moc maksymalną akumulatora ze względu na niską rezystancję wewnętrzną tego typu konstrukcji. Z tych powodów zalecany jest dla łodzi motorowych (brak wycieku elektrolitu podczas przechyłów i wywrócenia się łodzi do góry dnem), oraz dla pojazdów z systemem Start&Stop. 
Akumulatory żelowe stosuje się zarówno do pracy w reżimie cyklicznym (akumulatory małej i średniej pojemności do mobilnej elektroniki), trakcyjnym (wózki golfowe, inwalidzkie, maszyny czyszczące, wózki widłowe), jak i w zastosowaniach stacjonarnych (akumulatorownie, UPS) oraz w instalacjach solarnych. Wadą akumulatorów żelowych w stosunku do AGM są mniejsze moce podczas rozładowania dużymi prądami – powyżej C/3. Z tego powodu akumulatory żelowe nie są na ogół stosowane jako źródła dużych mocy, zwłaszcza w bardzo niskich temperaturach.